# Praia de Marobá

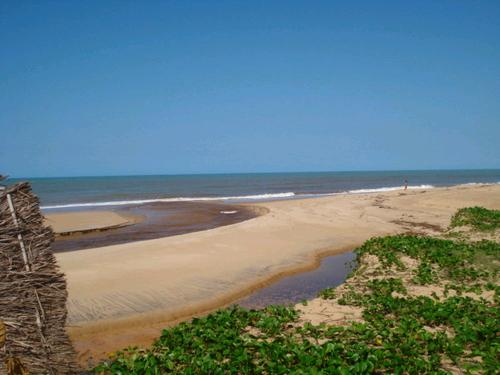
Praia de Marobá.

A Praia de Marobá fica em Presidente Kennedy,  um município brasileiro do estado do Espírito Santo. Localiza-se no extremo sul do estado do Espírito Santo a uma latitude 21°05'56" sul e a uma longitude 41°02'48" oeste. Possui uma área de  1,988 km². Bela praia em sua orla, 8 quilômetros de praia. A praia é de mar aberto com uma lagoa natural de água doce em frente ao mar. Está a 12 km do Centro. Coberturas de palha espalhadas na areia garantem a sombra do sol de verão com coco gelado e água fresca. O trecho tem infraestrutura, com quiosques, restaurantes. Ambiente ideal para o lazer em família e excursões de turistas.

## Marobá receberá em breve grandes empreendimentos
O município de Presidente Kennedy-ES , no litoral sul capixaba, vai ganhar um complexo industrial, mais precisamente em Marobá. A Ferrous é a empresa que está fazendo o empreendimento, formada por investidores do Brasil, Austrália, Inglaterra e Estados Unidos. São três usinas de pelotização, um mineroduto de 400 km e um porto com 20 metros de calado , que vai permitir a atracação de navios de grande porte e além de ser para importações e exportações do país. O custo inicial do projeto demandam na ordem de US$ 2,7 bilhões (dois bilhões e setecentos milhões de dólares ) podendo chegar a 11 bilhões de reais. Vai ser investido no mineroduto e nas instalações industriais em Presidente Kennedy. A obra está em fase de liberação ambiental e no pico deve demandar o trabalho de 3500 operários, enquanto na fase de operação serão abertos em torno de 400 postos diretos de trabalho. Impulsionando de vez o crescimento da região com abertura de novos restaurantes, lojas, hotéis etc.

## Acesso
Distancia 23 km de Marataízes pela Rodovia do Sol e 5 Km do estado do Rio de Janeiro pela RJ-081 via São Franscisco-RJ. Tem seu acesso pela BR-101 no Km 418 sentido Vitória / Rio de Janeiro, após o trevo e seguindo a ES – 162, a Praia de Marobá fica 24 km à frente.
O acesso ao a Praia das Neves é pela Br – 101 sul, no Km 418 sentido Vitória / Rio de Janeiro, após o trevo e seguindo a ES – 162, a Praia das Neves fica 28 km à frente. O acesso também pode ser feito pela Rodosol via Marataízes e pela RJ-196 via Campos dos Goytacazes e São Franscisco-RJ.

## Mais Imagens e localização
- Google Earth, Google Maps e Panoramio.